# 凯瑟琳·马赫

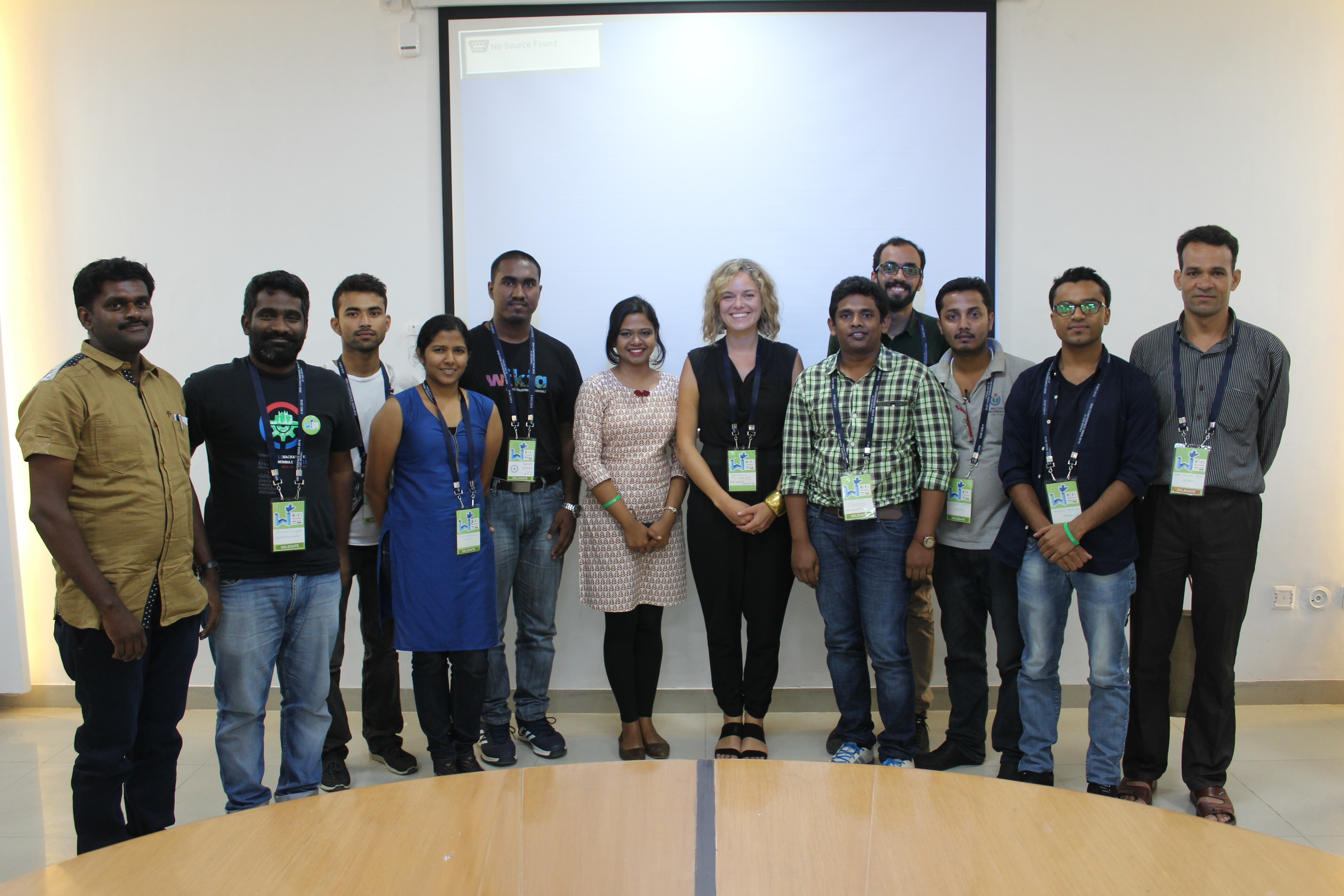
维基媒体人与凯瑟琳·马赫在2016年印度召开的维基会议上的合影。

凯瑟琳·羅伯茨·马赫（Katherine Roberts Maher，1983年4月18日—）是维基媒体基金会前首席執行官和执行董事。她自2014年4月起担任首席通讯官，于2016年6月23日就任执行董事。她曾任职于世界银行、联合国儿童基金会和AccessNow.org的宣传部部长。

## 教育背景
马赫曾在2002年至2003年间在開羅美國大學阿拉伯语语言学院接受教育，在2003年至2005年期间，她就读于纽约大学艺术与科学学院并取得大学本科学位。

## 事业经历
在世界银行任职期间，马赫担任促进国际发展和民主化的技术顾问，发展信息及通信技术的问责与管理机制，注重于手机等设备在中东及非洲等地促进民间社会和体制改革方面的作用。她于2012年在世界银行出版的“使政府移动化”中合著了一个关于“信息交流的发展：移动设备利用最大化”的章节。
马赫于2014年4月加入维基媒体基金会担任首席通讯官，并对美国版权法做出了评价。在莉拉·崔迪科夫辞职后，她在2016年3月成为了临时执行董事。2016年6月23日，成為正式的执行董事。2019年，马赫出任維基媒體基金會首席執行官。2021年4月15日，马赫卸任首席執行官和执行董事職務。玛丽安娜·伊斯坎德尔于2022年接任。